# Sindora beccariana
Sindora beccariana é uma espécie de legume da família Fabaceae.
Pode ser encontrada nos seguintes países: Indonésia e Malásia.
Está ameaçada por perda de habitat.